# بشیر خدمتگزار رودسری
بشیر خدمتگزار رودسری، مشهور به بشیر رودسری زادهٔ در رودسر، ورزشکار ایرانی رشتهٔ کیک بوکسینگ است که در رستهٔ سنگین‌وزن موفق به کسب عنوان قهرمانی آسیا و جهان شده‌است.

## زندگی‌نامه
وی مدتی در استخدام شهرداری رودسر بود که ماجرای اخراج وی ایجاد حواشی زیادی کرد.